# ناثافونج سامانا
ناثافونج سامانا (بالتايلندية: ณัฐพงษ์ สมณะ) (29 يونيو 1984 بتشيانغ مي في تايلاند - ) هو لاعب كرة قدم تايلندي في مركز الدفاع. شارك مع منتخب تايلاند تحت 17 سنة لكرة القدم ومنتخب تايلاند تحت 20 سنة لكرة القدم ومنتخب تايلاند تحت 23 سنة لكرة القدم ومنتخب تايلاند لكرة القدم. أما مع النوادي، فقد لعب مع نادي تشونبوري وKrung Thai Bank F.C. ‏ ونادي باثوم يونايتد وSuphanburi F.C. ‏.

## وصلات خارجية
- ناثافونج سامانا على موقع الاتحاد الدولي (مؤرشف)  (الإنجليزية)
- ناثافونج سامانا على موقع قاعدة بيانات كرة القدم.إي يو (الإنجليزية)
- ناثافونج سامانا على موقع ناشيونال فوتبول تيمز (الإنجليزية)
- ناثافونج سامانا على موقع Soccerway.com (الإنجليزية)
- ناثافونج سامانا على موقع عالم كرة القدم.نت (الإنجليزية)